# Singhalesische Sprache
Singhalesisch ist die Sprache der Singhalesen, der größten ethnischen Gruppe Sri Lankas. Sie gehört zum indoarischen Zweig der indoiranischen Untergruppe der Indogermanischen Sprachen. Es wird auch der von der Eigenbezeichnung සිංහල ISO15919 siṁhala [ˈsiŋhələ] abgeleitete Name Sinhala verwendet.
Sie wird von etwa 16 Millionen Menschen vorwiegend in Sri Lanka gesprochen und wurde 1958 auf Betreiben des damaligen Ministerpräsidenten Bandaranaike zur Amtssprache. Später wurde Tamil ebenfalls zur Amtssprache Sri Lankas erklärt. Englisch war bis 1957 ebenfalls Amtssprache und ist heute Verkehrs- und Bildungssprache. Singhalesisch hat eine eigene Schrift (siehe singhalesische Schrift).
Die am engsten mit dem Sinhala verwandte Sprache ist das auf den Malediven gesprochene Dhivehi.

## Etymologie
Das erste Element (siṁha bzw. sīha) in Sinhala (eigentlich Sanskrit) und dem entsprechenden aus dem Prakrit-stammenden Begriff Sīhala bedeutet „Löwe“. Nach der Legende war Sīhabāhu („Löwenarm“) der Sohn einer Vanga-Prinzessin und eines Löwen. Nachdem er seinen Vater getötet hatte, wurde er König von Vanga. Sein Sohn Vijaya wurde aus seinem Reich verbannt, demzufolge wanderte Vijaya nach Lanka aus und wurde der Stammvater der Singhalesen. Aufgrund dieser sprachlichen und mythologischen Belege kann man davon ausgehen, dass der erste Bestandteil des Wortes „Löwe“ bedeutet.
Die örtliche Überlieferung bringt das zweite Element la entweder in Verbindung mit der Sanskritwurzel lā- „ergreifen“, und übersetzt es „Löwenergreifer“ oder „Löwentöter“, oder mit Sanskrit loha, singhalesisch lē „Blut“, übersetzt also „Löwenblut“. Vom sprachwissenschaftlichen Standpunkt aus gesehen ist allerdings keine der Interpretationen überzeugend. Mit Sicherheit kann nur gesagt werden, dass das Wort Sinhala mit dem Wort für „Löwe“ in Verbindung steht.

## Geschichte
Im 5. Jahrhundert v. Chr. wanderten Siedler, die ein westliches Prakrit sprachen, aus dem Nordwesten Indiens auf der Insel Laṃkā ein. In den darauffolgenden Jahrhunderten gab es substantielle Zuwanderung aus dem Nordosten Indiens (Kalinga, Magadha & im heutigen Bangladesch), was zu einer Beimengung von Charakteristika der östlichen Prakrits führte.
Erste singhalesische Inschriften sind aus dem 3. und 2. Jahrhundert v. Chr. bekannt, die ältesten literarischen Zeugnisse stammen aus dem 10. Jahrhundert n. Chr.

### Entwicklungsstufen
Die Entwicklung der singhalesischen Sprache wird gemeinhin in vier Abschnitte untergliedert:
- Singhalesisches Prakrit (bis zum 3. Jahrhundert n. Chr.)
- Proto-Singhalesisch (3.–7. Jahrhundert)
- Mittelalterliches Singhalesisch (7.–12. Jahrhundert)
- Modernes Singhalesisch (12. Jahrhundert bis heute)

### Westliche und östliche Charakteristika
Ein Beispiel für ein westliches Charakteristikum im Singhalesischen ist die Beibehaltung von /v/ am Wortanfang, das sich in den östlichen indoarischen Sprachen zu /b/ entwickelte (z. B. Sanskrit viṃśati „zwanzig“, Sinhala visi-, Hindi bīs). Ein Beispiel für ein östliches Charakteristikum ist die Endung -e für den Nominativ Singular im Maskulinum (anstatt westlichem -o) im singhalesischen Prakrit.
Es gibt zahlreiche Fälle von gemischtem Vokabular, z. B. die Wörter mässā („Fliege“) und mäkkā („Floh“), die beide Sanskrit makṣikā entsprechen, aber aus den beiden regional unterschiedlichen Prakritwörtern macchiā und makkhikā (so im Pali) entstanden sind.

### Lautliche Entwicklung
Die wichtigsten charakteristischen phonetischen Entwicklungen des Singhalesischen sind
- der Verlust der aspirierten Verschlusslaute (z. B. entspricht kanavā „essen“ Sanskrit khādati und Hindi khānā)
- die Kürzung aller Vokale (vgl. Beispiel oben) [Die langen Vokale im modernen Singhalesischen sind auf Entlehnungen zurückzuführen (z. B. vibāgaya „Prüfung“ < Sanskrit vibhāga) und Sandhiphänomene (entweder Elision von intervokalischen Konsonanten [z. B. dānavā „setzen, legen“ < damanavā] oder an den Wortgrenzen in Komposita)]
- die Vereinfachung von Konsonantenclustern und geminierten Konsonanten zu Geminaten bzw. einfachen Konsonanten (z. B. Sanskrit viṣṭā „Zeit“ > Singhal. Prakrit viṭṭa > Modernes Singh. viṭa)
- die Entwicklung von /j/ zu /d/ (z. B. entspricht däla „Netz“ Sanskrit jāla)

### Ähnlichkeiten mit benachbarten Sprachen
Das Singhalesische ist geografisch durch den dravidischen Sprachraum von den anderen indoarischen Sprachen in Nord- und Zentralindien getrennt. Es hat im Laufe der Zeit nicht nur zahlreiche
Lehnwörter aus benachbarten Sprachen, insbesondere dem Tamil, aufgenommen, sondern auch syntaktische und phonetische Charakteristika; im Bereich der Syntax steht es dem (Süd-)Dravidischen sehr nahe. Einige der Charakteristika, die auf dravidischen Einfluss zurückgehen dürften, sind
- die Unterscheidung zwischen kurzem /e/ und /o/ und langem /ē/ und /ō/
- der Verlust der Aspiration
- die ausgeprägt linksverzweigende Wortstellung
- die Verwendung eines Verbaladjektivs von kiyanavā „sagen“ als unterordnende Konjunktion mit den Bedeutungen „dass“ und „ob“ (z. B. ēka alut kiyalā mama dannavā „das neu gesagt-habend ich weiß“ = „Ich weiß, dass es neu ist“, ēka alut-da kiyalā mama dannē nähä „das neu-? gesagt-habend ich weiß nicht“ = „Ich weiß nicht, ob es neu ist“)

### Europäischer Einfluss
Im Laufe der über vier Jahrhunderte der Kolonialherrschaft hat das Singhalesische viele Lehnwörter aus dem Portugiesischen, Niederländischen und Englischen aufgenommen.

## Diglossie
Im Singhalesischen besteht, wie bei vielen Sprachen des indischen Subkontinents, eine ausgeprägte Diglossiesituation: Die Schrift- und die Umgangssprache weichen in vielerlei Hinsicht stark voneinander ab. Die Schriftsprache wird für alle Formen geschriebener Texte verwandt, aber auch mündlich bei formalen Anlässen (öffentliche Reden, Fernseh- und Radionachrichten etc.), während die Umgangssprache als allgemeine Verkehrssprache des Alltags dient. Der größte Unterschied ist das Fehlen flektierter Verbalformen in der Umgangssprache. Man kann sich die Situation so vorstellen, als ob im deutschsprachigen Raum die Schriftsprache Mittel- oder gar Althochdeutsch wäre. Die Schriftsprache wird von den Kindern in der Schule fast wie eine Fremdsprache erlernt.

## Alphabet
Singhalesisch wird in der Regel in der singhalesischen Schrift geschrieben.

## Charakteristika des gesprochenen Singhalesischen
Die singhalesische Umgangssprache hat folgende charakteristische Eigenschaften:
- SOV-(Subjekt-Objekt-Verb-)Satzstellung.
- Es gibt keine Nebensätze wie im Deutschen, sondern nur infinite Nebensätze, die mit Hilfe von Partizipien und Verbaladjektiven gebildet werden. Beispiel: „Der Mann, der Bücher schreibt“ heißt pot liənə miniha, wörtlich: „Bücher schreibender Mann“.
- Es ist eine linksverzweigende Sprache, das heißt beschreibende Elemente werden meist vor das gesetzt, was sie bestimmen (siehe Beispiel oben).
- Eine Ausnahme dazu stellen Mengenangaben dar, die fast immer hinter dem stehen, was sie bestimmen. Beispiel: „die vier Bücher“ heißt pot hatərə, wörtlich „Bücher vier“.
- Es gibt keine Präpositionen, sondern nur Postpositionen. Beispiel: „unter dem Buch“ heißt potə jaʈə, wörtlich „Buch unter“.
- Sinhala ist eine Pro-Drop-Sprache und eine Nullsubjektsprache: Das Subjekt kann weggelassen werden, wenn es aus dem Zusammenhang heraus klar ist. Beispiel: Der Satz kohedə gie, wörtlich „wohin ging“, kann bedeuten „Wohin bist du gegangen“ (oder auch „ist er …“, „sie“, „wir“ etc.).
- Die Kopula („sein“) wird grundsätzlich weggelassen („Zero copula“-Sprache): „Ich bin reich“ heißt mamə poːsat, wörtlich „ich reich“.
- Die Deixis ist vierstufig (was extrem selten ist): Es gibt die vier Demonstrativstämme (siehe Demonstrativpronomen) meː „hier, nahe beim Sprecher“, oː „da, nahe beim Angesprochenen“, arə „da, bei einem Dritten, im sichtbaren Bereich“ und eː „dort, bei einem Dritten, im nicht sichtbaren Bereich“.
- Das Vorkommen von so genannten „Halbnasalen“ oder „pränasalisierten Verschlusslauten“. Dabei wird den stimmhaften Verschlusslauten ein sehr kurzer homorganer Nasal vorgeschlagen (nd, mb etc.), wobei die entsprechende Silbe einmorig bleibt (siehe Mora (Einheit)).